# Katarzyna Drogosz
Katarzyna Drogosz (ur. 1977 w Warszawie) – polska pianistka z Warszawy, solistka i kameralistka muzyki poważnej, członkini Trio Laflamme oraz pedagog (m.in. Akademia Muzyczna im. Karola Szymanowskiego w Katowicach – prowadzi klasę fortepianu historycznego, Akademia Muzyczna w Krakowie, kursy mistrzowskie Akademia Fortepianów Historycznych w Lusławicach). Nominowana do Fryderyków w edycjach 2018 i 2020.

## Dyskografia
Albumy
| Tytuł                                                                         | Dane dot. albumu                                                       |
| ----------------------------------------------------------------------------- | ---------------------------------------------------------------------- |
| Ercole Nisini, Katarzyna Drogosz: The Historical Trombone                     | - Data: 30 września 2014 - Wydawca: Querstand                          |
| Hana Blažíková, Katarzyna Drogosz: Chopin: 20 Pieśni                          | - Data: 1 stycznia 2015 - Wydawca: Narodowy Instytut Fryderyka Chopina |
| Jarosław Thiel, Katarzyna Drogosz – Beethoven – Sonaty op. 5, Wariacje WoO 45 | - Data: 14 kwietnia 2017 - Wydawca: NFM / CD Accord                    |
| Franz Xaver Wolfgang Mozart – Rondos, Sonata, Polonaises, Variations          | - Data: 15 listopada 2019 - Wydawca: CD Accord                         |